# Майоров, Фёдор Емельянович
Фёдор Емельянович Майоров (10 мая 1924, Соколовка, Петропавловский уезд, Акмолинская губерния, Киргизская АССР, РСФСР, СССР — 22 марта 1996, Петропавловка, Актюбинский район, Актюбинская область, Казахстан) — колхозник, бригадир тракторной бригады колхоза «40 лет Казахской ССР», Герой Социалистического Труда (1973).

## Биография
Родился в 1924 году в селе Соколовка Петропавловского уезда Акмолинской губернии.
В 1939 году вступил в колхоз «Дозор Ильича» Соколовского района Северо-Казахстанской области.
С 1942 года участвовал в Великой Отечественной войне.
После демобилизации в 1947 году работал трактористом в Ундоровской МТС Ишеевского района Ульяновской области.
В 1955 году переехал в Казахстан, где стал работать бригадиром тракторной бригады Родниковской МТС в посёлке Петропавловка Актюбинской области. С 1961 года работал бригадиром тракторно-полеводческой бригады в совхозе «40 лет Казахской ССР» Актюбинского района Актюбинской области.
В 1970 году тракторная бригада Фёдора Майорова собирала в среднем по 12,9 центнеров зерновых. В 1973 году бригада вспахала 2,5 тысячи гектаров целины и с площади 5570 гектаров собрала 86 тысяч центнеров зерновых, получив в среднем по 14,9 центнеров зерновых с каждого гектара. За этот доблестный труд Фёдор Майоров был удостоен в 1973 году звания Героя Социалистического Труда.
Скончался 22 марта 1996 года, похоронен на кладбище села Петропавловка.

## Награды
- Герой Социалистического Труда — указом Президиума Верховного Совета от 10 декабря 1973 года;
- Орден Ленина (1973);
- Орден Трудового Красного Знамени;
- Орден Отечественной войны 2 степени (06.04.1985)[1].